# La Classique Morbihan 2018
La 4e édition de La Classique Morbihan a eu lieu le 25 mai 2018. La course fait partie du calendrier international féminin UCI 2018 en catégorie 1.1. Elle est remportée par la Sud-Africaine Ashleigh Moolman.

## Équipes
| Équipes féminines professionnelles (14)- Alé Cipollini - Aromitalia Vaiano - Bepink - Bizkaia-Durango - BTC City Ljubljana - Cervélo Bigla - Doltcini-Van Eyck Sport - Experza-Footlogix - FDJ-Nouvelle Aquitaine-Futuroscope - Health Mate-Cyclelive Team - Movistar Team - Parkhotel Valkenburg-Destil - Servetto-Stradalli Cycle - WNT-Rotor Pro Cycling Équipes nationales (3)- Finlande - France - Russie Équipe amateur- Centre mondial du cyclisme Équipe féminines amateur (12)- Breizh Ladies - DN 17 Nouvelle-Aquitaine - DN Auvergne-Rhône Alpes - DN Biofrais - Elles Pays de la Loire - Léopard Normandie - Macogep - NCC Group-Kuota-Torelli - Centre Val de Loire - UC Vern-sur-Seiche - VC Morteau Montbenoit - YRDP Fred Whitton Challenge |
| |

## Récit de course
À une sept de kilomètres de l'arrivée, les favorites s'isolent. On compte : Ashleigh Moolman, Alice Maria Arzuffi, Rasa Leleivyte, Alicia Gonzalez, Eugénie Duval, Aude Biannic et Ann-Sophie Duyck. Ces deux dernières se font ensuite lâchées. Dans la dernière ascension de la côte de Cadoudal, Ashleigh Moolman accélère et va s'imposer seule. Derrière, Rasa Leleivyte et Alicia Gonzalez complètent le podium.

## Classements

### Classement final
| \| Classement général \| Classement général \| Classement général \| Classement général \| Classement général \| \| Coureuse \| Coureuse \| Pays \| Équipe \| Temps \| \| ------------------ \| ------------------- \| ------------------ \| ---------------------------------- \| ------------------ \| \| 1re \| Ashleigh Moolman \| Afrique du Sud \| Cervélo Bigla \| 3 h 06 min 51 s \| \| 2e \| Rasa Leleivytė \| Lituanie \| Aromitalia Vaiano \| + 5 s \| \| 3e \| Alicia González \| Espagne \| Movistar Team \| + 5 s \| \| 4e \| Alice Maria Arzuffi \| Italie \| Bizkaia-Durango \| + 5 s \| \| 5e \| Eugénie Duval \| France \| FDJ-Nouvelle Aquitaine-Futuroscope \| + 11 s \| \| 6e \| Janneke Ensing \| Pays-Bas \| Alé Cipollini \| + 1 min 03 s \| \| 7e \| Anastasia Chursina \| Russie \| BTC City Ljubljana \| + 1 min 03 s \| \| 8e \| Eider Merino \| Espagne \| Movistar Team \| + 1 min 05 s \| \| 9e \| Nguyễn Thị Thật \| Viêt Nam \| Centre mondial du cyclisme \| + 1 min 17 s \| \| 10e \| Sofie De Vuyst \| Belgique \| Doltcini-Van Eyck Sport \| + 1 min 17 s \| |                     |                |                                    |                 |
| |                     |                |                                    |                 |
| Source : ProCyclingStats |                     |                |                                    |                 |
| Classement général |                     |                |                                    |                 |
| Coureuse | Coureuse            | Pays           | Équipe                             | Temps           |
| 1re | Ashleigh Moolman    | Afrique du Sud | Cervélo Bigla                      | 3 h 06 min 51 s |
| 2e | Rasa Leleivytė      | Lituanie       | Aromitalia Vaiano                  | + 5 s           |
| 3e | Alicia González     | Espagne        | Movistar Team                      | + 5 s           |
| 4e | Alice Maria Arzuffi | Italie         | Bizkaia-Durango                    | + 5 s           |
| 5e | Eugénie Duval       | France         | FDJ-Nouvelle Aquitaine-Futuroscope | + 11 s          |
| 6e | Janneke Ensing      | Pays-Bas       | Alé Cipollini                      | + 1 min 03 s    |
| 7e | Anastasia Chursina  | Russie         | BTC City Ljubljana                 | + 1 min 03 s    |
| 8e | Eider Merino        | Espagne        | Movistar Team                      | + 1 min 05 s    |
| 9e | Nguyễn Thị Thật     | Viêt Nam       | Centre mondial du cyclisme         | + 1 min 17 s    |
| 10e | Sofie De Vuyst      | Belgique       | Doltcini-Van Eyck Sport            | + 1 min 17 s    |

### Points UCI
| Position           | 1er | 2e | 3e | 4e | 5e | 6e | 7e | 8e | 9e | 10e | 11e | 12e | 13e à 15e | 16e à 25e |
| Classement général | 125 | 85 | 70 | 60 | 50 | 40 | 35 | 30 | 25 | 20  | 15  | 10  | 5         | 3         |

## Liste des participantes
| Cervélo Bigla CBT | Cervélo Bigla CBT               | Cervélo Bigla CBT |
| ----------------- | ------------------------------- | ----------------- |
| Num               | Coureuse                        | Pos               |
| 1                 | Ashleigh Moolman (RSA)          | 1re               |
| 2                 | Lotta Lepistö (FIN) (route)     | 35e               |
| 3                 | Cecilie Uttrup Ludwig (DEN)     | 32e               |
| 4                 | Clara Koppenburg (GER)          | 37e               |
| 5                 | Ann-Sophie Duyck (BEL)          | 34e               |
| 6                 | Nicole Hanselmann (SUI) (route) | 46e               |

| Doltcini-Van Eyck Sport DVE | Doltcini-Van Eyck Sport DVE     | Doltcini-Van Eyck Sport DVE |
| --------------------------- | ------------------------------- | --------------------------- |
| Num                         | Coureuse                        | Pos                         |
| 11                          | Pascale Jeuland-Tranchant (FRA) | AB                          |
| 12                          | Marion Sicot (FRA)              | 70e                         |
| 13                          | Tetyana Riabchenko (UKR)        | 55e                         |
| 14                          | Daniela Reis (POR)              | 56e                         |
| 16                          | Sofie De Vuyst (BEL)            | 10e                         |
| 18                          | Saartje Vandenbroucke (BEL)     | AB                          |

| Experza-Footlogix EXP | Experza-Footlogix EXP          | Experza-Footlogix EXP |
| --------------------- | ------------------------------ | --------------------- |
| Num                   | Coureuse                       | Pos                   |
| 21                    | Sarah Rijkes (AUT)             | AB                    |
| 22                    | Séverine Eraud (FRA)           | 67e                   |
| 23                    | Axelle Dubau-Prévot (FRA)      | 15e                   |
| 24                    | Agnieszka Skalniak-Sójka (POL) | 71e                   |
| 25                    | Susanna Zorzi (ITA)            | AB                    |
| 26                    | Jessy Druyts (BEL)             | 64e                   |

| Health Mate-Cyclelive Team HCT | Health Mate-Cyclelive Team HCT | Health Mate-Cyclelive Team HCT |
| ------------------------------ | ------------------------------ | ------------------------------ |
| Num                            | Coureuse                       | Pos                            |
| 31                             | Lara Defour (BEL)              | 48e                            |
| 32                             | Christina Perchtold (AUT)      | 72e                            |
| 33                             | Špela Kern (SLO)               | AB                             |
| 34                             | Kathrin Schweinberger (AUT)    | 30e                            |
| 35                             | Chloë Turblin (FRA)            | AB                             |
| 36                             | Janine van der Meer (NED)      | 23e                            |

| FDJ-Nouvelle Aquitaine-Futuroscope FDJ | FDJ-Nouvelle Aquitaine-Futuroscope FDJ | FDJ-Nouvelle Aquitaine-Futuroscope FDJ |
| -------------------------------------- | -------------------------------------- | -------------------------------------- |
| Num                                    | Coureuse                               | Pos                                    |
| 41                                     | Charlotte Bravard (FRA) (route)        | 22e                                    |
| 42                                     | Eugénie Duval (FRA)                    | 5e                                     |
| 44                                     | Lauren Kitchen (AUS)                   | 81e                                    |
| 46                                     | Maëlle Grossetête (FRA)                | 18e                                    |
| 47                                     | Coralie Demay (FRA)                    | 14e                                    |
| 48                                     | Roxane Fournier (FRA)                  | 44e                                    |

| Bizkaia-Durango BDP | Bizkaia-Durango BDP            | Bizkaia-Durango BDP |
| ------------------- | ------------------------------ | ------------------- |
| Num                 | Coureuse                       | Pos                 |
| 51                  | Alice Maria Arzuffi (ITA)      | 4e                  |
| 52                  | Lierni Lekuona Etxebeste (ESP) | AB                  |
| 54                  | Danielle Christmas (GBR)       | AB                  |
| 55                  | Henrietta Colborne (GBR)       | 41e                 |

| Movistar Team MOV | Movistar Team MOV     | Movistar Team MOV |
| ----------------- | --------------------- | ----------------- |
| Num               | Coureuse              | Pos               |
| 63                | Lorena Llamas (ESP)   | AB                |
| 64                | Eider Merino (ESP)    | 8e                |
| 67                | Aude Biannic (FRA)    | 43e               |
| 68                | Alicia González (ESP) | 3e                |

| WNT-Rotor Pro Cycling WNT | WNT-Rotor Pro Cycling WNT     | WNT-Rotor Pro Cycling WNT |
| ------------------------- | ----------------------------- | ------------------------- |
| Num                       | Coureuse                      | Pos                       |
| 71                        | Anna Badegruber (AUT)         | 65e                       |
| 72                        | Natalie Grinczer (GBR)        | AB                        |
| 73                        | Gabrielle Pilote Fortin (CAN) | 16e                       |
| 75                        | Lea Lin Teutenberg (GER)      | 45e                       |
| 77                        | Elise Maes (LUX)              | 29e                       |

| Servetto-Stradalli Cycle-Alurecycling SER | Servetto-Stradalli Cycle-Alurecycling SER | Servetto-Stradalli Cycle-Alurecycling SER |
| ----------------------------------------- | ----------------------------------------- | ----------------------------------------- |
| Num                                       | Coureuse                                  | Pos                                       |
| 81                                        | Anna Potokina (RUS)                       | 21e                                       |
| 82                                        | Kseniya Dobrynina (RUS)                   | 60e                                       |
| 84                                        | Katja Jeretina (SLO)                      | AB                                        |
| 86                                        | Rosalia Ortiz (ESP)                       | AB                                        |

| Alé Cipollini ALE | Alé Cipollini ALE            | Alé Cipollini ALE |
| ----------------- | ---------------------------- | ----------------- |
| Num               | Coureuse                     | Pos               |
| 91                | Marta Bastianelli (ITA)      | 31e               |
| 92                | Anna Trevisi (ITA)           | 47e               |
| 93                | Mayuko Hagiwara (JPN)        | 90e               |
| 94                | Ane Santesteban (ESP)        | AB                |
| 95                | Daiva Tušlaitė (LTU) (route) | 74e               |
| 96                | Janneke Ensing (NED)         | 6e                |

| Bepink BPK | Bepink BPK                   | Bepink BPK |
| ---------- | ---------------------------- | ---------- |
| Num        | Coureuse                     | Pos        |
| 101        | Nikola Nosková (CZE) (route) | 89e        |
| 102        | Letizia Borghesi (ITA)       | AB         |
| 103        | Eyerusalem Kelil (ETH)       | AB         |
| 104        | Katia Ragusa (ITA)           | 13e        |
| 105        | Francesca Pattaro (ITA)      | 78e        |

| Aromitalia Vaiano VAI | Aromitalia Vaiano VAI   | Aromitalia Vaiano VAI |
| --------------------- | ----------------------- | --------------------- |
| Num                   | Coureuse                | Pos                   |
| 111                   | Rasa Leleivytė (LTU)    | 2e                    |
| 112                   | Angelica Brogi (ITA)    | AB                    |
| 113                   | Alessia Bulleri (ITA)   | AB                    |
| 114                   | Lija Laizāne (LAT)      | 75e                   |
| 115                   | Giulia Marchesini (ITA) | AB                    |
| 116                   | Nicole Nesti (ITA)      | AB                    |

| Parkhotel Valkenburg PHV | Parkhotel Valkenburg PHV | Parkhotel Valkenburg PHV |
| ------------------------ | ------------------------ | ------------------------ |
| Num                      | Coureuse                 | Pos                      |
| 121                      | Hanna Solovey (UKR)      | 51e                      |
| 122                      | Marit Raaijmakers (NED)  | 77e                      |
| 123                      | Esther van Veen (NED)    | 17e                      |
| 125                      | Ilona Hoeksma (NED)      | 26e                      |
| 126                      | Belle De Gast (NED)      | 76e                      |

| BTC City Ljubljana BTC | BTC City Ljubljana BTC           | BTC City Ljubljana BTC |
| ---------------------- | -------------------------------- | ---------------------- |
| Num                    | Coureuse                         | Pos                    |
| 131                    | Hanna Nilsson (SWE)              | AB                     |
| 132                    | Urša Pintar (SLO)                | 12e                    |
| 133                    | Anastasia Chursina (RUS) (route) | 7e                     |
| 134                    | Urška Žigart (SLO)               | 53e                    |
| 137                    | Tanja Elsner (SLO)               | AB                     |

| DN 17 Nouvelle-Aquitaine ___ | DN 17 Nouvelle-Aquitaine ___ | DN 17 Nouvelle-Aquitaine ___ |
| ---------------------------- | ---------------------------- | ---------------------------- |
| Num                          | Coureuse                     | Pos                          |
| 141                          | Pauline Allin (FRA)          | 84e                          |
| 142                          | Veronika Kormos (HUN)        | AB                           |
| 143                          | Lucie Lahaye (FRA)           | 95e                          |
| 144                          | Anaïs Morichon (FRA)         | AB                           |
| 145                          | India Grangier (FRA)         | 42e                          |
| 147                          | Iris Sachet (FRA)            | AB                           |

| Centre mondial du cyclisme WCC | Centre mondial du cyclisme WCC | Centre mondial du cyclisme WCC |
| ------------------------------ | ------------------------------ | ------------------------------ |
| Num                            | Coureuse                       | Pos                            |
| 151                            | Agua Marina Espínola (PAR)     | 25e                            |
| 152                            | Eyeru Tesfoam Gebru (ETH)      | 62e                            |
| 153                            | Nguyễn Thị Thật (VIE)          | 9e                             |
| 154                            | Paula Patiño (COL)             | 58e                            |
| 156                            | Anabel Yapura (ARG)            | 97e                            |
| 157                            | Teniel Campbell (TTO)          | 87e                            |

| Bio Frais ___ | Bio Frais ___          | Bio Frais ___ |
| ------------- | ---------------------- | ------------- |
| Num           | Coureuse               | Pos           |
| 161           | Loriane Ceyssat (FRA)  | 66e           |
| 162           | Clara Copponi (FRA)    | 79e           |
| 163           | Morgane Coston (FRA)   | 57e           |
| 164           | Camille Devi (FRA)     | 40e           |
| 165           | Audrey Hernandez (FRA) | AB            |
| 166           | Manon Souyris (FRA)    | 49e           |

| Russie RUS | Russie RUS           | Russie RUS |
| ---------- | -------------------- | ---------- |
| Num        | Coureuse             | Pos        |
| 171        | Aleksandra Stepanova | 98e        |
| 172        | Olga Deiko           | 80e        |
| 173        | Irina Zhurba         | 63e        |
| 174        | Daria Malkova        | 11e        |
| 175        | Karina Kasenova      | 20e        |

| DN Auvergne-Rhône Alpes ___ | DN Auvergne-Rhône Alpes ___ | DN Auvergne-Rhône Alpes ___ |
| --------------------------- | --------------------------- | --------------------------- |
| Num                         | Coureuse                    | Pos                         |
| 181                         | Laura Asencio (FRA)         | AB                          |
| 182                         | Fanny Zambon (FRA)          | 24e                         |
| 183                         | Marjolaine Bazin (FRA)      | AB                          |
| 185                         | Sophie Almeida (FRA)        | AB                          |
| 186                         | Amélie Hild (FRA)           | 85e                         |
| 187                         | Dilyxine Miermont (FRA)     | 96e                         |

| YRDP Fred Whitton Challenge ___ | YRDP Fred Whitton Challenge ___ | YRDP Fred Whitton Challenge ___ |
| ------------------------------- | ------------------------------- | ------------------------------- |
| Num                             | Coureuse                        | Pos                             |
| 191                             | Illi Gardner (GBR)              | AB                              |
| 192                             | Amy Gornall (GBR)               | AB                              |
| 193                             | Jayati Hine (GBR)               | AB                              |
| 194                             | Olha Kulynych (UKR)             | 59e                             |
| 195                             | Savannah Morgan (GBR)           | AB                              |
| 196                             | Fiona Turnbull (GBR)            | AB                              |

| Breizh Ladies ___ | Breizh Ladies ___       | Breizh Ladies ___ |
| ----------------- | ----------------------- | ----------------- |
| Num               | Coureuse                | Pos               |
| 201               | Marie Le Net (FRA)      | 33e               |
| 202               | Maina Galand (FRA)      | 39e               |
| 203               | Hélène Gerard (FRA)     | AB                |
| 204               | Marine Quiniou (FRA)    | 27e               |
| 205               | Typhaine Laurance (FRA) | AB                |
| 206               | Maryanne Hinault (FRA)  | AB                |

| Macogep ___ | Macogep ___                     | Macogep ___ |
| ----------- | ------------------------------- | ----------- |
| Num         | Coureuse                        | Pos         |
| 211         | Maggie Coles-Lyster (CAN)       | 88e         |
| 212         | Olivia Baril (CAN)              | 94e         |
| 213         | Frédérique Larose-Gingras (CAN) | 36e         |
| 214         | Dana Gilligan (CAN)             | AB          |
| 215         | Aurore Verhoeven (FRA)          | AB          |
| 216         | Pauline Verhoeven (FRA)         | AB          |

| Léopard Normandie ___ | Léopard Normandie ___   | Léopard Normandie ___ |
| --------------------- | ----------------------- | --------------------- |
| Num                   | Coureuse                | Pos                   |
| 221                   | Gladys Verhulst (FRA)   | 69e                   |
| 222                   | Thérésa Hoebanckx (FRA) | AB                    |
| 223                   | Pauline Clouard (FRA)   | AB                    |
| 224                   | Pauline Payen (FRA)     | AB                    |

| NCC Group-Kuota-Torelli ___ | NCC Group-Kuota-Torelli ___ | NCC Group-Kuota-Torelli ___ |
| --------------------------- | --------------------------- | --------------------------- |
| Num                         | Coureuse                    | Pos                         |
| 231                         | Alice Sharpe (IRL)          | 54e                         |
| 233                         | Laura Massey (GBR)          | 61e                         |
| 234                         | Jennifer George (GBR)       | 68e                         |
| 235                         | Sophie Wright (GBR)         | 52e                         |

| UC Vern-sur-Seiche ___ | UC Vern-sur-Seiche ___   | UC Vern-sur-Seiche ___ |
| ---------------------- | ------------------------ | ---------------------- |
| Num                    | Coureuse                 | Pos                    |
| 241                    | Margaux Cadol (FRA)      | AB                     |
| 242                    | Lucie Jounier (FRA)      | AB                     |
| 243                    | Fanny Le Huitouze (FRA)  | AB                     |
| 244                    | Gabrielle Rimasson (FRA) | AB                     |
| 245                    | Agathe Leroyer (FRA)     | AB                     |

| VC Morteau Montbenoit ___ | VC Morteau Montbenoit ___ | VC Morteau Montbenoit ___ |
| ------------------------- | ------------------------- | ------------------------- |
| Num                       | Coureuse                  | Pos                       |
| 251                       | Jade Wiel (FRA)           | 93e                       |
| 252                       | Emeline Eustache (FRA)    | 92e                       |
| 253                       | Marine Strappazzon (FRA)  | 28e                       |
| 254                       | Marie Gielen (FRA)        | AB                        |
| 255                       | Marceline Devaux (FRA)    | 86e                       |
| 256                       | Chloé Charpentier (FRA)   | AB                        |

| Finlande FIN | Finlande FIN     | Finlande FIN |
| ------------ | ---------------- | ------------ |
| Num          | Coureuse         | Pos          |
| 261          | Sari Saarelainen | AB           |
| 262          | Viivi Puskala    | 83e          |
| 265          | Rosa Törmänen    | AB           |
| 266          | Antonia Gröndahl | 99e          |

| Centre Val de Loire ___ | Centre Val de Loire ___  | Centre Val de Loire ___ |
| ----------------------- | ------------------------ | ----------------------- |
| Num                     | Coureuse                 | Pos                     |
| 271                     | Mélanie Guedon (FRA)     | AB                      |
| 272                     | Pascaline Duchesne (FRA) | AB                      |
| 273                     | Lyse Girault (FRA)       | 82e                     |
| 274                     | Marie Dufour (FRA)       | AB                      |

| France FRA | France FRA               | France FRA |
| ---------- | ------------------------ | ---------- |
| Num        | Coureuse                 | Pos        |
| 281        | Victoire Berteau         | 91e        |
| 282        | Audrey Cordon-Ragot      | 19e        |
| 283        | Anabelle Dreville        | 50e        |
| 284        | Léna Gérault             | 73e        |
| 285        | Alphanie Midelet         | 38e        |
| 286        | Marion Norbert-Riberolle | AB         |

| Cervélo Bigla CBT | Cervélo Bigla CBT               | Cervélo Bigla CBT |
| ----------------- | ------------------------------- | ----------------- |
| Num               | Coureuse                        | Pos               |
| 1                 | Ashleigh Moolman (RSA)          | 1re               |
| 2                 | Lotta Lepistö (FIN) (route)     | 35e               |
| 3                 | Cecilie Uttrup Ludwig (DEN)     | 32e               |
| 4                 | Clara Koppenburg (GER)          | 37e               |
| 5                 | Ann-Sophie Duyck (BEL)          | 34e               |
| 6                 | Nicole Hanselmann (SUI) (route) | 46e               |

| Doltcini-Van Eyck Sport DVE | Doltcini-Van Eyck Sport DVE     | Doltcini-Van Eyck Sport DVE |
| --------------------------- | ------------------------------- | --------------------------- |
| Num                         | Coureuse                        | Pos                         |
| 11                          | Pascale Jeuland-Tranchant (FRA) | AB                          |
| 12                          | Marion Sicot (FRA)              | 70e                         |
| 13                          | Tetyana Riabchenko (UKR)        | 55e                         |
| 14                          | Daniela Reis (POR)              | 56e                         |
| 16                          | Sofie De Vuyst (BEL)            | 10e                         |
| 18                          | Saartje Vandenbroucke (BEL)     | AB                          |

| Experza-Footlogix EXP | Experza-Footlogix EXP          | Experza-Footlogix EXP |
| --------------------- | ------------------------------ | --------------------- |
| Num                   | Coureuse                       | Pos                   |
| 21                    | Sarah Rijkes (AUT)             | AB                    |
| 22                    | Séverine Eraud (FRA)           | 67e                   |
| 23                    | Axelle Dubau-Prévot (FRA)      | 15e                   |
| 24                    | Agnieszka Skalniak-Sójka (POL) | 71e                   |
| 25                    | Susanna Zorzi (ITA)            | AB                    |
| 26                    | Jessy Druyts (BEL)             | 64e                   |

| Health Mate-Cyclelive Team HCT | Health Mate-Cyclelive Team HCT | Health Mate-Cyclelive Team HCT |
| ------------------------------ | ------------------------------ | ------------------------------ |
| Num                            | Coureuse                       | Pos                            |
| 31                             | Lara Defour (BEL)              | 48e                            |
| 32                             | Christina Perchtold (AUT)      | 72e                            |
| 33                             | Špela Kern (SLO)               | AB                             |
| 34                             | Kathrin Schweinberger (AUT)    | 30e                            |
| 35                             | Chloë Turblin (FRA)            | AB                             |
| 36                             | Janine van der Meer (NED)      | 23e                            |

| FDJ-Nouvelle Aquitaine-Futuroscope FDJ | FDJ-Nouvelle Aquitaine-Futuroscope FDJ | FDJ-Nouvelle Aquitaine-Futuroscope FDJ |
| -------------------------------------- | -------------------------------------- | -------------------------------------- |
| Num                                    | Coureuse                               | Pos                                    |
| 41                                     | Charlotte Bravard (FRA) (route)        | 22e                                    |
| 42                                     | Eugénie Duval (FRA)                    | 5e                                     |
| 44                                     | Lauren Kitchen (AUS)                   | 81e                                    |
| 46                                     | Maëlle Grossetête (FRA)                | 18e                                    |
| 47                                     | Coralie Demay (FRA)                    | 14e                                    |
| 48                                     | Roxane Fournier (FRA)                  | 44e                                    |

| Bizkaia-Durango BDP | Bizkaia-Durango BDP            | Bizkaia-Durango BDP |
| ------------------- | ------------------------------ | ------------------- |
| Num                 | Coureuse                       | Pos                 |
| 51                  | Alice Maria Arzuffi (ITA)      | 4e                  |
| 52                  | Lierni Lekuona Etxebeste (ESP) | AB                  |
| 54                  | Danielle Christmas (GBR)       | AB                  |
| 55                  | Henrietta Colborne (GBR)       | 41e                 |

| Movistar Team MOV | Movistar Team MOV     | Movistar Team MOV |
| ----------------- | --------------------- | ----------------- |
| Num               | Coureuse              | Pos               |
| 63                | Lorena Llamas (ESP)   | AB                |
| 64                | Eider Merino (ESP)    | 8e                |
| 67                | Aude Biannic (FRA)    | 43e               |
| 68                | Alicia González (ESP) | 3e                |

| WNT-Rotor Pro Cycling WNT | WNT-Rotor Pro Cycling WNT     | WNT-Rotor Pro Cycling WNT |
| ------------------------- | ----------------------------- | ------------------------- |
| Num                       | Coureuse                      | Pos                       |
| 71                        | Anna Badegruber (AUT)         | 65e                       |
| 72                        | Natalie Grinczer (GBR)        | AB                        |
| 73                        | Gabrielle Pilote Fortin (CAN) | 16e                       |
| 75                        | Lea Lin Teutenberg (GER)      | 45e                       |
| 77                        | Elise Maes (LUX)              | 29e                       |

| Servetto-Stradalli Cycle-Alurecycling SER | Servetto-Stradalli Cycle-Alurecycling SER | Servetto-Stradalli Cycle-Alurecycling SER |
| ----------------------------------------- | ----------------------------------------- | ----------------------------------------- |
| Num                                       | Coureuse                                  | Pos                                       |
| 81                                        | Anna Potokina (RUS)                       | 21e                                       |
| 82                                        | Kseniya Dobrynina (RUS)                   | 60e                                       |
| 84                                        | Katja Jeretina (SLO)                      | AB                                        |
| 86                                        | Rosalia Ortiz (ESP)                       | AB                                        |

| Alé Cipollini ALE | Alé Cipollini ALE            | Alé Cipollini ALE |
| ----------------- | ---------------------------- | ----------------- |
| Num               | Coureuse                     | Pos               |
| 91                | Marta Bastianelli (ITA)      | 31e               |
| 92                | Anna Trevisi (ITA)           | 47e               |
| 93                | Mayuko Hagiwara (JPN)        | 90e               |
| 94                | Ane Santesteban (ESP)        | AB                |
| 95                | Daiva Tušlaitė (LTU) (route) | 74e               |
| 96                | Janneke Ensing (NED)         | 6e                |

| Bepink BPK | Bepink BPK                   | Bepink BPK |
| ---------- | ---------------------------- | ---------- |
| Num        | Coureuse                     | Pos        |
| 101        | Nikola Nosková (CZE) (route) | 89e        |
| 102        | Letizia Borghesi (ITA)       | AB         |
| 103        | Eyerusalem Kelil (ETH)       | AB         |
| 104        | Katia Ragusa (ITA)           | 13e        |
| 105        | Francesca Pattaro (ITA)      | 78e        |

| Aromitalia Vaiano VAI | Aromitalia Vaiano VAI   | Aromitalia Vaiano VAI |
| --------------------- | ----------------------- | --------------------- |
| Num                   | Coureuse                | Pos                   |
| 111                   | Rasa Leleivytė (LTU)    | 2e                    |
| 112                   | Angelica Brogi (ITA)    | AB                    |
| 113                   | Alessia Bulleri (ITA)   | AB                    |
| 114                   | Lija Laizāne (LAT)      | 75e                   |
| 115                   | Giulia Marchesini (ITA) | AB                    |
| 116                   | Nicole Nesti (ITA)      | AB                    |

| Parkhotel Valkenburg PHV | Parkhotel Valkenburg PHV | Parkhotel Valkenburg PHV |
| ------------------------ | ------------------------ | ------------------------ |
| Num                      | Coureuse                 | Pos                      |
| 121                      | Hanna Solovey (UKR)      | 51e                      |
| 122                      | Marit Raaijmakers (NED)  | 77e                      |
| 123                      | Esther van Veen (NED)    | 17e                      |
| 125                      | Ilona Hoeksma (NED)      | 26e                      |
| 126                      | Belle De Gast (NED)      | 76e                      |

| BTC City Ljubljana BTC | BTC City Ljubljana BTC           | BTC City Ljubljana BTC |
| ---------------------- | -------------------------------- | ---------------------- |
| Num                    | Coureuse                         | Pos                    |
| 131                    | Hanna Nilsson (SWE)              | AB                     |
| 132                    | Urša Pintar (SLO)                | 12e                    |
| 133                    | Anastasia Chursina (RUS) (route) | 7e                     |
| 134                    | Urška Žigart (SLO)               | 53e                    |
| 137                    | Tanja Elsner (SLO)               | AB                     |

| DN 17 Nouvelle-Aquitaine ___ | DN 17 Nouvelle-Aquitaine ___ | DN 17 Nouvelle-Aquitaine ___ |
| ---------------------------- | ---------------------------- | ---------------------------- |
| Num                          | Coureuse                     | Pos                          |
| 141                          | Pauline Allin (FRA)          | 84e                          |
| 142                          | Veronika Kormos (HUN)        | AB                           |
| 143                          | Lucie Lahaye (FRA)           | 95e                          |
| 144                          | Anaïs Morichon (FRA)         | AB                           |
| 145                          | India Grangier (FRA)         | 42e                          |
| 147                          | Iris Sachet (FRA)            | AB                           |

| Centre mondial du cyclisme WCC | Centre mondial du cyclisme WCC | Centre mondial du cyclisme WCC |
| ------------------------------ | ------------------------------ | ------------------------------ |
| Num                            | Coureuse                       | Pos                            |
| 151                            | Agua Marina Espínola (PAR)     | 25e                            |
| 152                            | Eyeru Tesfoam Gebru (ETH)      | 62e                            |
| 153                            | Nguyễn Thị Thật (VIE)          | 9e                             |
| 154                            | Paula Patiño (COL)             | 58e                            |
| 156                            | Anabel Yapura (ARG)            | 97e                            |
| 157                            | Teniel Campbell (TTO)          | 87e                            |

| Bio Frais ___ | Bio Frais ___          | Bio Frais ___ |
| ------------- | ---------------------- | ------------- |
| Num           | Coureuse               | Pos           |
| 161           | Loriane Ceyssat (FRA)  | 66e           |
| 162           | Clara Copponi (FRA)    | 79e           |
| 163           | Morgane Coston (FRA)   | 57e           |
| 164           | Camille Devi (FRA)     | 40e           |
| 165           | Audrey Hernandez (FRA) | AB            |
| 166           | Manon Souyris (FRA)    | 49e           |

| Russie RUS | Russie RUS           | Russie RUS |
| ---------- | -------------------- | ---------- |
| Num        | Coureuse             | Pos        |
| 171        | Aleksandra Stepanova | 98e        |
| 172        | Olga Deiko           | 80e        |
| 173        | Irina Zhurba         | 63e        |
| 174        | Daria Malkova        | 11e        |
| 175        | Karina Kasenova      | 20e        |

| DN Auvergne-Rhône Alpes ___ | DN Auvergne-Rhône Alpes ___ | DN Auvergne-Rhône Alpes ___ |
| --------------------------- | --------------------------- | --------------------------- |
| Num                         | Coureuse                    | Pos                         |
| 181                         | Laura Asencio (FRA)         | AB                          |
| 182                         | Fanny Zambon (FRA)          | 24e                         |
| 183                         | Marjolaine Bazin (FRA)      | AB                          |
| 185                         | Sophie Almeida (FRA)        | AB                          |
| 186                         | Amélie Hild (FRA)           | 85e                         |
| 187                         | Dilyxine Miermont (FRA)     | 96e                         |

| YRDP Fred Whitton Challenge ___ | YRDP Fred Whitton Challenge ___ | YRDP Fred Whitton Challenge ___ |
| ------------------------------- | ------------------------------- | ------------------------------- |
| Num                             | Coureuse                        | Pos                             |
| 191                             | Illi Gardner (GBR)              | AB                              |
| 192                             | Amy Gornall (GBR)               | AB                              |
| 193                             | Jayati Hine (GBR)               | AB                              |
| 194                             | Olha Kulynych (UKR)             | 59e                             |
| 195                             | Savannah Morgan (GBR)           | AB                              |
| 196                             | Fiona Turnbull (GBR)            | AB                              |

| Breizh Ladies ___ | Breizh Ladies ___       | Breizh Ladies ___ |
| ----------------- | ----------------------- | ----------------- |
| Num               | Coureuse                | Pos               |
| 201               | Marie Le Net (FRA)      | 33e               |
| 202               | Maina Galand (FRA)      | 39e               |
| 203               | Hélène Gerard (FRA)     | AB                |
| 204               | Marine Quiniou (FRA)    | 27e               |
| 205               | Typhaine Laurance (FRA) | AB                |
| 206               | Maryanne Hinault (FRA)  | AB                |

| Macogep ___ | Macogep ___                     | Macogep ___ |
| ----------- | ------------------------------- | ----------- |
| Num         | Coureuse                        | Pos         |
| 211         | Maggie Coles-Lyster (CAN)       | 88e         |
| 212         | Olivia Baril (CAN)              | 94e         |
| 213         | Frédérique Larose-Gingras (CAN) | 36e         |
| 214         | Dana Gilligan (CAN)             | AB          |
| 215         | Aurore Verhoeven (FRA)          | AB          |
| 216         | Pauline Verhoeven (FRA)         | AB          |

| Léopard Normandie ___ | Léopard Normandie ___   | Léopard Normandie ___ |
| --------------------- | ----------------------- | --------------------- |
| Num                   | Coureuse                | Pos                   |
| 221                   | Gladys Verhulst (FRA)   | 69e                   |
| 222                   | Thérésa Hoebanckx (FRA) | AB                    |
| 223                   | Pauline Clouard (FRA)   | AB                    |
| 224                   | Pauline Payen (FRA)     | AB                    |

| NCC Group-Kuota-Torelli ___ | NCC Group-Kuota-Torelli ___ | NCC Group-Kuota-Torelli ___ |
| --------------------------- | --------------------------- | --------------------------- |
| Num                         | Coureuse                    | Pos                         |
| 231                         | Alice Sharpe (IRL)          | 54e                         |
| 233                         | Laura Massey (GBR)          | 61e                         |
| 234                         | Jennifer George (GBR)       | 68e                         |
| 235                         | Sophie Wright (GBR)         | 52e                         |

| UC Vern-sur-Seiche ___ | UC Vern-sur-Seiche ___   | UC Vern-sur-Seiche ___ |
| ---------------------- | ------------------------ | ---------------------- |
| Num                    | Coureuse                 | Pos                    |
| 241                    | Margaux Cadol (FRA)      | AB                     |
| 242                    | Lucie Jounier (FRA)      | AB                     |
| 243                    | Fanny Le Huitouze (FRA)  | AB                     |
| 244                    | Gabrielle Rimasson (FRA) | AB                     |
| 245                    | Agathe Leroyer (FRA)     | AB                     |

| VC Morteau Montbenoit ___ | VC Morteau Montbenoit ___ | VC Morteau Montbenoit ___ |
| ------------------------- | ------------------------- | ------------------------- |
| Num                       | Coureuse                  | Pos                       |
| 251                       | Jade Wiel (FRA)           | 93e                       |
| 252                       | Emeline Eustache (FRA)    | 92e                       |
| 253                       | Marine Strappazzon (FRA)  | 28e                       |
| 254                       | Marie Gielen (FRA)        | AB                        |
| 255                       | Marceline Devaux (FRA)    | 86e                       |
| 256                       | Chloé Charpentier (FRA)   | AB                        |

| Finlande FIN | Finlande FIN     | Finlande FIN |
| ------------ | ---------------- | ------------ |
| Num          | Coureuse         | Pos          |
| 261          | Sari Saarelainen | AB           |
| 262          | Viivi Puskala    | 83e          |
| 265          | Rosa Törmänen    | AB           |
| 266          | Antonia Gröndahl | 99e          |

| Centre Val de Loire ___ | Centre Val de Loire ___  | Centre Val de Loire ___ |
| ----------------------- | ------------------------ | ----------------------- |
| Num                     | Coureuse                 | Pos                     |
| 271                     | Mélanie Guedon (FRA)     | AB                      |
| 272                     | Pascaline Duchesne (FRA) | AB                      |
| 273                     | Lyse Girault (FRA)       | 82e                     |
| 274                     | Marie Dufour (FRA)       | AB                      |

| France FRA | France FRA               | France FRA |
| ---------- | ------------------------ | ---------- |
| Num        | Coureuse                 | Pos        |
| 281        | Victoire Berteau         | 91e        |
| 282        | Audrey Cordon-Ragot      | 19e        |
| 283        | Anabelle Dreville        | 50e        |
| 284        | Léna Gérault             | 73e        |
| 285        | Alphanie Midelet         | 38e        |
| 286        | Marion Norbert-Riberolle | AB         |